# Crinum thaianum
Crinum thaianum J.Schulze è una pianta bulbosa appartenente alla famiglia delle Amarillidacee, endemica della Thailandia.

## Descrizione
La pianta può raggiungere i 150 cm di altezza. Le foglie, verdi e nastriformi, si dipartono da un bulbo simile a una cipolla. I fiori sono grandi, bianchi e la loro forma può ricordare quella di un giglio.

## Distribuzione e habitat
La pianta è endemica del sud della Thailandia, nelle province di Ranong e Phang Nga.
Vive lungo le rive dei fiumi, dove le sue radici sono sommerse ma i fiori sono al di sopra della superficie. È una pianta molto comune negli acquari per pesci tropicali.

## Coltivazione
È una pianta spesso utilizzata in acquario perché facile da coltivare, tollerante alle variazioni della luminosità.

## Conservazione
La Lista rossa IUCN classifica Crinum thaianum come specie in pericolo di estinzione (Endangered). È minacciata dal degrado del suo habitat e dalla raccolta per la coltivazione in acquario.